# Edwin Ernst Weber
Edwin Ernst Weber (* 7. Juli 1958 in Rottweil) ist ein deutscher Historiker und Archivar. Er war von 1991 bis 2024 Kulturreferent und Kreisarchivar (seit 2012 Kreisarchivdirektor) des Landkreises Sigmaringen und leitete den dortigen Stabsbereichs Kultur und Archiv. Von 2008 bis 2023 war er Geschäftsführer der Gesellschaft Oberschwaben für Geschichte und Kultur und von 2002 bis 2024 Geschäftsführer des Kulturforums Landkreis Sigmaringen.

## Leben
Aufgewachsen in Dunningen, legte Weber 1977 sein Abitur am Leibniz-Gymnasium in Rottweil ab. Nach einem Redaktionsvolontariat beim Schwarzwälder Boten in Oberndorf am Neckar und einem freiwilligen sozialen Friedensdienst mit Aktion Sühnezeichen Friedensdienste in Frankreich studierte er seit 1981 Geschichte, Politikwissenschaft und Volkskunde an der Albert-Ludwigs-Universität Freiburg sowie an der Freien Universität Berlin. Als Stipendiat der Landesgraduiertenförderung Baden-Württemberg promovierte er 1990/91 an der Universität Freiburg mit einer Untersuchung zum bäuerlichen Widerstand im Territorium der schwäbischen Reichsstadt Rottweil im 17. und 18. Jahrhundert. Von 1989 bis 1991 absolvierte er eine Ausbildung zum wissenschaftlichen Archivar am Generallandesarchiv Karlsruhe, an der Archivschule Marburg sowie am Bundesarchiv Koblenz. 1991 legte er die Staatsprüfung für den Höheren Archivdienst ab. Von 1991 bis 2024 war er beim Landkreis Sigmaringen beschäftigt. 2017 wurde ihm der Friedrich-Schiedel-Wissenschaftspreis zur Geschichte Oberschwabens verliehen.
Weber ist verheiratet und hat einen erwachsenen Sohn. Er wohnt in Inzigkofen.

## Mitgliedschaften
- Gründungs- und Vorstandsmitglied der Gesellschaft Oberschwaben für Geschichte und Kultur seit 1996
- Leiter bzw. stellvertretender Leiter des ökumenisch-kommunalen Bildungswerks Inzigkofen seit 1996

## Veröffentlichungen (Auswahl)

### Als Verfasser
- Städtische Herrschaft und bäuerliche Untertanen in Alltag und Konflikt. Die Reichsstadt Rottweil und ihre Landschaft vom 30jährigen Krieg bis zur Mediatisierung. Rottweil 1992, ISBN 3-928873-00-8.
- Mit Christoph Schmider: Kommunale und kirchliche Archivpflege im ländlichen Raum. Geschichte, Probleme und Perspektiven am Fallbeispiel des Gemeinde- und des Pfarrarchivs Kreenheinstetten. Sigmaringen 1997, ISBN 3-931634-01-9.
- Zwischen Wallfahrt, Armut und Liberalismus. Die Ortsgeschichte von Engelswies in dörflichen Selbstzeugnissen. Bearb. von Edwin Ernst Weber. Sigmaringen 1994.

### Als Herausgeber
- Von der Diktatur zur Besatzung. Das Kriegsende 1945 im Gebiet des heutigen Landkreises Sigmaringen. Sigmaringen 1995.
- Mit Stefan Uhl: Hornstein. Beiträge zur Geschichte von Burg, Familie und Herrschaft. Sigmaringen 1997.
- Ostrach 1799. Die Schlacht, der Ort, das Gedenken. Ostrach 1999.
- Sigmaringendorf. Beiträge zur Geschichte eines hohenzollerischen Bauern- und Industrieortes. Sigmaringendorf 2002.
- Renitenz und Genie. Meßkirch und der badische Seekreis zwischen 1848/49 und dem Kulturkampf. Konstanz 2003.
- Klöster im Landkreis Sigmaringen in Geschichte und Gegenwart. Lindenberg 2005.
- Mit Dirk Gaerte: Der Dreiländerkreis Sigmaringen. Ein Führer zu Natur, Wirtschaft, Geschichte und Kultur. Meßkirch 2007.
- Mit Hans-Joachim Schuster und Armin Heim: Das Obere Donautal in alten Ansichten. Malerei, Grafik, Fotografie. Meßkirch 2009.
- Opfer des Unrechts. Stigmatisierung, Verfolgung und Vernichtung von Gegnern durch die NS-Gewaltherrschaft an Fallbeispielen aus Oberschwaben. Stuttgart 2009.
- Mit Casimir Bumiller und Bernhard Rüth: Mäzene, Sammler, Chronisten. Die Grafen von Zimmern und die Kultur des schwäbischen Adels. Stuttgart 2012.
- Die Kunstsammlung des Landkreises Sigmaringen. Meßkirch 2014.
- Mit Andreas Gabelmann: Kunst Oberschwaben 20. Jahrhundert. Moderne und Glauben. Religiöse Kunst. Lindenberg im Allgäu 2014.
- Die Vor- und Frühgeschichte im Landkreis Sigmaringen. Meßkirch 2016.
- Literatur in Oberschwaben seit 1945. Meßkirch 2017.
- Im Dienst am Nächsten. Das Spital Pfullendorf 1257–2018. Meßkirch 2019.
- Mit Sigrid Hirbodian und Rolf Kießling: Herrschaft, Markt und Umwelt. Wirtschaft in Oberschwaben 1300–1600. Stuttgart 2019.
- Mit Doris Astrid Muth: Architektur im Landkreis Sigmaringen. Von der Gotik bis zur Gegenwart. Meßkirch 2020.
- Mit Christoph Schmider und Dietmar Schiersner: Die Bischöfe Conrad Gröber und Joannes Baptista Sproll und der Nationalsozialismus. Historischer Kontext und historisches Erinnern. Ostfildern 2022.
- Mit Sigrid Hirbodian: Von der Krise des 17. Jahrhunderts bis zur frühen Industrialisierung. Wirtschaft in Oberschwaben 1600–1850. Stuttgart 2022.
- Burgsiedlung, Reichsstadt, Industriezentrum. Die Siedlungs- und Stadtgeschichte von Pfullendorf. Meßkirch 2024.

### Aufsätze
- Reichsstädtische Landesherrschaft im 17. Jahrhundert. Das Kirchenregiment des Rottweiler Magistrats gegenüber der Landschaft. In: Rottenburger Jahrbuch für Kirchengeschichte Bd. 8 (1989), S. 219–239.
- Sophie Scholl und das weibliche Reichsarbeitsdienstlager Krauchenwies. In: Zeitschrift für Hohenzollerische Geschichte Bd. 34 (1998), S. 207–224.
- Geistliches Leben und klösterlicher Alltag. Das Augustinerchorfrauenstift Inzigkofen am Vorabend der Säkularisation. In: Hans Ulrich Rudolf (Hrsg.): Alte Klöster – Neue Herren. Die Säkularisation im deutschen Südwesten 1803. Aufsätze. Teil 1. Ostfildern 2003, S. 281–298.
- Der „arme Mann“ und der „starke Bauer“. Unterbäuerliche Schichten in südwestdeutschen Dörfern der Frühen Neuzeit. In: André Holenstein und Sabine Ullmann (Hrsg.): Nachbarn, Gemeindegenossen und die anderen. Minderheiten und Sondergruppen im Südwesten des Reiches während der Frühen Neuzeit. Epfendorf 2004, S. 47–71.
- Adlige Modernisierungsstrategien im 19. Jahrhundert. Die Fürsten Anton Aloys, Karl und Karl Anton von Hohenzollern-Sigmaringen. In: Mark Hengerer und Elmar L. Kuhn (Hrsg.): Adel im Wandel. Oberschwaben von der Frühen Neuzeit bis zur Gegenwart. Bd. 1. Ostfildern 2006, S. 399–414.
- Geraubte Heimat. Zum bitteren Schicksal der jüdischen Familie Frank aus Sigmaringen in der NS-Zeit. In: Zeitschrift für Hohenzollerische Geschichte Bd. 46 (2010), S. 1–32.
- Zwischen Natur, Herrschaft und Genossenschaft. Die Landwirtschaft an der Oberen Donau in der Frühen Neuzeit. In: Ulm und Oberschwaben Bd. 58 (2013), S. 186–227.
- Der „Mäzen“ des Meisters von Meßkirch. Graf Gottfried Werner von Zimmern zwischen Reformation, Bauernkrieg und altgläubigem Bekenntnis. In: Elsbeth Wiemann (Hrsg.): Der Meister von Meßkirch. Katholische Pracht in der Reformationszeit. Publikation zur Großen Landesausstellung der Staatsgalerie Stuttgart vom 8. Dezember 2017 bis 2. April 2018. Stuttgart 2017, S. 12–23.
- Von den Schwierigkeiten des Erinnerns. Zum Umgang im NS-Unrecht im regionalen und lokalen Umfeld. In: Ulm und Oberschwaben Bd. 61 (2019), S. 391–409.
- Unsicheres Leben. Vom Umgang unserer Vorfahren mit Krankheit, Pest und Tod. In: Schwäbische Heimat 2020/3, S. 255–263.
- Von der minnenden Seele zur barocken Hochleistung. Wege der Frömmigkeit im Augustiner-Chorfrauenstift Inzigkofen vom 15. bis ins 17. Jahrhundert. In: Sigrid Hirbodian, Sabine Holtz und Petra Steymans-Kurz (Hrsg.): Zwischen Mittelalter und Reformation. Religiöses Leben in Oberschwaben um 1500. Stuttgart 2021, S. 29–63.
- Wappen, Märsche und Hinkelsteine. Kreissymbolik und Kreisidentität in den Landkreisen Baden-Württembergs. In: Wolfgang Sannwald, Clemens Joos und Manfred Waßner (Hrsg.): Identität – Funktion – Innovation. 50 Jahre Kreisreform Baden-Württemberg. Stuttgart 2023, S. 204–217.